# يا مايا (ألبوم)
يا مايا هو ألبوم غنائي من إنتاج شركة الخيول، للمطربة اللبنانية ديانا حداد، تم إنتاج وتوزيع الألبوم عام 1999.

## الأغاني
- سيدي
- امشي ورا كدبهم
- انا الإنسان
- يامايا
- بريه انا منك
- من غبت
- باشهد لك
- ياسايجين الظعن